# Старух Антін Михайлович
Анті́н Стару́х (30 серпня 1856, Бережниця Вижня Ліського повіту — †9 січня 1938, там само) — селянин, громадсько-політичний діяч, брат Тимотея, син Михайла. Війт Бережниці Вижньої, депутат і член управи Ліської повітової ради. Посол до Галицького сейму від Національно-Демократичної Партії (1901—1914). У 1918—1919 роках делегат Української Національної Ради ЗУНР, комісар Ліського повіту ЗУНР. За активну діяльність був ув'язнений польською окупаційною владою, перебував у концтаборі Домб'є.